# La Manzana de Oro
La Manzana de Oro es una película española de 2023 dirigida por Jaime Chávarri e inspirada en la novela Ávidas pretensiones de Fernando Aramburu.

## Sinopsis
La llegada de un invitado inesperado desestabiliza las Jornadas Poéticas que cada año reúnen en un aislado convento del noroeste peninsular a distintas tendencias de la poesía española. Durante un fin de semana acelerado, mientras los poetas escriben, recitan y se vigilan, persiguiendo un premio dorado, se sucederán una sospecha de plagio, la batalla por la presencia en una futura antología, la irreverencia de un rapero, el cumpleaños de un poeta centenario, unas setas venenosas, los imprevistos cruces sexuales y el despertar de amores tardíos, que culminarán en una noche tormentosa después del triunfo insospechado de una nueva estrella de la poesía contemporánea.

## Reparto
| Intérprete          | Personaje     |
| ------------------- | ------------- |
| Sergi López         | Changa        |
| Marta Nieto         | La Nívea      |
| Adrián Lastra       | Eugenio       |
| Vicky Peña          | Manolita      |
| Álvaro Subiés       | Dámaso        |
| Elena Seijo         | Sagrario      |
| Carla Campra        | Vanessa       |
| Roberto Enríquez    | Mateo         |
| Joaquín Climent     | Carmelo       |
| Paca Gabaldón       | Amelia        |
| Isabel Garrido      | Susana        |
| Loreto Fajardo      | Conchita      |
| Ginés García Millán | Carlos Luis   |
| Pilar Bautista      | Poetisa       |
| Rodrigo Soares      | Gonçalito     |
| Abelo Valis         | Álex          |
| Kenia Mestre        | Leda          |
| Mela Casal          | Federica      |
| Celso Bugallo       | Don Guillermo |
| Lucía Veiga         | Ludmila       |